# Croton vulnerarius
Espèce
Croton vulnerarius est une espèce de plantes à fleurs du genre Croton et de la famille des Euphorbiaceae, présente dans l'État brésilien de São Paulo.
Elle a pour synonymes :
- Croton stenandrus, Müll.Arg., 1865
- Oxydectes vulneraria, (Baill.) Kuntze